# Doktor House (1. évad)
A Doktor House című amerikai kórházsorozat első évadát 2004. november 16-án mutatták be az Egyesült Államokban a FOX csatornán. Magyarországon 2006 márciusában debütált a TV2-n, majd 2023-ban új szinkronnal a SkyShowtime streamingszolgáltatónál.
Ebben az évadban ismerhetjük meg Dr. Gregory House-t és csapatát: a még újonc Eric Foremant, akit azért választott, mert fiatalkorában bűncselekményeket követett el, autókat lopott, tehát a szabályokat nem mindig tiszteli. Robert Chase-t az apja miatt, aki szintén remek orvos, valamint azért, mert hasonlít a House által kihagyhatatlan kórházsorozat egyik szereplőjére, és Allison Cameront sem a tudása miatt, hanem azért, mert House szerint az a vonzó nő, aki a nehezebb utat választva orvos lesz, ahelyett, hogy a külsőjére támaszkodna az életben, elég céltudatos és kitartó erre a munkára.
Az évad során felbukkan a milliárdos Edward Vogler, aki százmilliós támogatással érkezik a kórházhoz, de ennek fejében beleszól az intézmény mindennapi működésébe is. Miután House egy rebellis személyiség, Vogler úgy dönt, hogy megleckézteti, és arra utasítja, hogy rúgja ki az egyik csapattagját. A karaktert Chi McBride játszotta, és csak azért került be, mert a Universal Studios elnöke, Jeff Zucker, ragaszkodott hozzá, hogy legyen egy "főgonosz" is. Mivel a nézők és a kritika is utálta, ezért Vogler karaktere a későbbiekben nem került vissza. Az utolsó két részben Sela Ward játssza Stacy Warnert, House volt barátnőjét, aki a második évadban főszerepet kapott.

## Szereplők

### Főszereplők
- Hugh Laurie mint Dr. Gregory House (magyar hangja Szakácsi Sándor, a SkyShowtime szinkronjában Fekete Ernő)
- Lisa Edelstein mint Dr. Lisa Cuddy (magyar hangja Györgyi Anna)
- Omar Epps mint Dr. Eric Foreman (magyar hangja Holl Nándor)
- Robert Sean Leonard mint Dr. James Wilson (magyar hangja Selmeczi Roland, a SkyShowtime szinkronjában Varga Gábor)
- Jennifer Morrison mint Dr. Allison Cameron (magyar hangja Zsigmond Tamara)
- Jesse Spencer mint Dr. Robert Chase (magyar hangja Fekete Zoltán)

### Visszatérő szereplők
- Chi McBride mint Edward Vogler (magyar hangja Faragó András, a SkyShowtime szinkronjában Varga Rókus)
- Sela Ward mint Stacy Warner (magyar hangja Kocsis Mariann)
- Stephanie Venditto mint Brenda Previn nővér
- Kenneth Choi mint Dr. Lim
- Ron Perkins mint Dr. Ron Simpson
- Currie Graham mint Mark Warner
- Maurice Godin mint Dr. Lawrence Hourani

### Vendégszereplők
Andrew Airlie, John Patrick Amedori, Skye McCole Bartusiak, Patrick Bauchau, Nicole Bilderback, Brandy, Hedy Burress, Nestor Carbonell, Ever Carradine, John Cho, Sarah Clarke, David Conrad, Christina Cox, Missy Crider, Myndy Crist, Nicholas D'Agosto, Ann Dowd, Stacy Edwards, Carmen Electra, Cynthia Ettinger, Scott Foley, Erin Foster, Kurt Fuller, Wendy Gazelle, Michael A. Goorjian, Peter Graves, Stanislav Grof, Mark Harelik, Roxanne Hart, David Henrie, Aaron Himelstein, Marin Hinkle, Leslie Hope, Lucinda Jenney, Andrew Keegan, Shirley Knight, Harry Lennix, Eddie McClintock, Scott Mechlowicz, Tracy Middendorf, Elizabeth Mitchell, Meredith Monroe, Joe Morton, Danny Nucci, Faith Prince, Dominic Purcell, Daryl Sabara, Amanda Seyfried, Alex Skuby, Jennifer Stone, Robin Thomas, Sam Trammell, Robin Tunney, Kristoffer Ryan Winters, Kevin Zegers, Josh Zuckerman.

## Cselekmény
|  | Alább a cselekmény részletei következnek! |

| Sor. | Év. | Cím                                                  | Rendező               | Író                               | Premier                              | Nézettség    |
| --- | --- | ---------------------------------------------------- | --------------------- | --------------------------------- | ------------------------------------ | ------------ |
| 1. | 1.  | Bevezető (Mindenki hazudik) (Pilot (Everybody Lies)) | Bryan Singer          | David Shore                       | 2004. november 16. 2006. március 22. | 7,05 millió  |
| Rebecca Adler (Robin Tunney) egy 29 éves tanítónő, aki összefüggéstelenül kezd el beszélni majd összeesik az osztályteremben. House nem akarja vállalni az ügyet, mert szerinte agydaganat, és az unalmas, de Wilson meggyőzi azzal, hogy azt mondja: a nő az unokatestvére. Közben Cuddy követelésére, aki máskülönben eltiltaná az MRI használatától, rendelnie is kell. Hogy rájöjjenek, mi okozza Rebecca rohamait, megkéri csapata legújabb tagját, Dr. Foremant, hogy törjön be a nő házába és keressen nyomokat. Miközben egy újabb roham következtében a nő a látását is elveszti, az is kiderül, hogy nem rokona Wilsonnak. House rájön, hogy a gondokat egy ritka probléma, egy beágyazódott galandféreg okozza, de csak azután, hogy meggyőzte Rebeccát: vállalja a kezelést. Végső diagnózis: Neurocysticercosis (galandféreg) |     |                                                      |                       |                                   |                                      |              |
| 2. | 2.  | Apaság (Paternity)                                   | Peter O'Fallon        | Lawrence Kaplow                   | 2004. november 23. 2006. március 29. | 6,09 millió  |
| Egy 16 éves fiatalembert, Dant (Scott Mechlowitz) rémálmok és hallucinációk kezdik el gyötörni egy iskolai lacrosse-meccs után. Dant szülei House-hoz viszik, miután Cameron küldött egy levelet a szülőknek a nevében. House azonnal fogadásokat kezd el kötni, hogy vajon ők a fiúnak a vér szerinti szülei vagy sem. Miután Dan újabb tüneteket kezd el produkálni, House újabb vizsgálatokat végez, és a kávéscsészéik felhasználásával arra is rájön, hogy valóban nem ők a vér szerinti szülők. House visszaemlékszik egy korábbi esetére, ahol egy anya nem akarta beoltatni a gyerekét, és ez alapján rájön a megoldásra: egy gyerekkorban elkapott kanyarófertőzés mellékhatása Dan baja. Végső diagnózis: Szubakut szklerotizáló panencephalitis |     |                                                      |                       |                                   |                                      |              |
| 3. | 3.  | Occam borotvája (Occam's Razor)                      | Bryan Singer          | David Shore                       | 2004. november 30. 2006. április 5.  | 6,33 millió  |
| Egy Brandon nevű egyetemista (Kevin Zegers) összeesik, miután szeretkezett a menyasszonyával. Tünetei alapján számos betegsége lehet, Foreman és House pedig egymással vitatkoznak, hogy mi lehet a konkrét, szem előtt tartva Occam borotvájának tételét: a legegyszerűbb megoldás a legvalószínűbb. Mikor aztán Brandon fehérvérsejtszáma zuhanni kezd, kiderül, hogy egyiküknek sincs igaza. House rájön, hogy a fiú gyógyszerésze valószínűleg Colchicine-t adhatott neki köhögéscsillapító helyett, és ez megmagyarázza a többi tünetét, a köhögést leszámítva természetesen. Brandon állapota javulni kezd, de valamiért senki nem hiszi el, hogy a gyógyszerész lenne a hibás. Erre csak akkor derül fény, amikor Brandon megjegyzi, hogy a régi tablettáin nem volt felirat. Végső diagnózis: Colchicine-mérgezés |     |                                                      |                       |                                   |                                      |              |
| 4. | 4.  | Anyaság (Maternity)                                  | Newton Thomas Sigel   | Peter Blake                       | 2004. december 7. 2006. április 12.  | 6,74 millió  |
| Járvány tör ki a kórház szülészeti osztályán. Az egészségesen világra jött csecsemők néhány óra leforgása alatt válságos állapotba kerülnek. House szerint valamilyen fertőzésről lehet szó, csak éppen az a rendkívüli, hogy az újszülöttek nem is érintkeztek egymással. Cuddy biztos, ami biztos, lezáratja a szülészetet. A differenciáldiagnózis felállítása után két fertőzés-fajtára kezdik el az antibiotikumos kezelést, ám a csecsemők állapota romlik. Miután az egyik gyermek meghal, és felboncolják, több vírust is találnak a szervezetében - House teszteli az anyákat, és kiderül, hogy echovírus okozta a járványt. A járvány kirobbantója pedig egy beteg kórházi önkéntes, aki köhög és az orrát a kezébe törli. Végső diagnózis: Echovírus-11 |     |                                                      |                       |                                   |                                      |              |
| 5. | 5.  | Elkárhozol, így is úgy is (Damned If You Do)         | Greg Yaitanes         | Sara B. Cooper                    | 2004. december 14. 2006. április 19. | 6,91 millió  |
| Az ambulanciára egy apáca (Elizabeth Mitchell) érkezik kivörösödött és felhólyagosodott kézzel, melyből House azonnal felállítja az egyszerű diagnózist: kontakt dermatitisz. Az ilyenkor szokásos allergiagyógyszer bevétele után azonban Auguszta nővérnek hirtelen súlyos asztmás rohama lesz, melyre House az ilyen esetekre szintén megszokott egy ampulla adrenalin-injekciót alkalmazza. Ám a nővér szervezete erre sem úgy reagál, ahogyan kellene: felgyorsul a pulzusa és leáll a szíve. Miután sikerül őt visszahozni az életbe, az orvosi csapat találgatni kezdi az okokat, s felvetődik a lehetősége annak is, hogy House hibázott és elnézte az adrenalin-adagot. Cuddy még a fegyelmi vizsgálatot is kilátásba helyezi és lassan minden kolléga House felelősségéről beszél. Majd Foreman a mentorával szembeni nem túl barátságos húzása után, Cuddy maga veszi kézbe az esetet. House ettől a ténytől még inkább felvértezve lát neki, hogy felállítsa Auguszta nővér kórképét, miközben a kórházban állandó vitatémává válik a hit kérdése. A rejtélyes eset megoldása pedig nem más, mint rézallergia, ami egy, az apáca testébe beültetett régi fogamzásgátló miatt van. Végső diagnózis: rézallergia                                                                                                |     |                                                      |                       |                                   |                                      |              |
| 6. | 6.  | Szókratészi módszer (The Socratic Method)            | Peter Medak           | John Mankiewicz                   | 2004. december 21. 2006. április 26. | 6,73 millió  |
| Egy anya, Lucille Palmeiro összeesik, miután egy vérrög feljut a lábából a szívébe. Miután bekerül a kórházba, elkezd vért hányni, ami miatt House azt gyanítja, hogy K-vitamin hiánya van. A csapata fel nem használt Ampicillint és fagyasztott mikrós hamburgereket találnak a lakásán, ami alátámasztja ezt. Az ultrahangos vizsgálat májcirrhózist és májrákot mutat ki a nőnél. A tumor túl nagy, ezért House utasítására etanolt fecskendeznek belé, hogy összemenjen és műthető legyen. Hogy mi okozta a cirrhózist, továbbra is rejtély, ráadásul a nő láthatóan szkizofréniával is küzd. House végül rájön, hogy a nő betegségét Wilson-kór okozza. Végső diagnózis: K-vitamin hiány és Wilson-kór |     |                                                      |                       |                                   |                                      |              |
| 7. | 7.  | Hűség (Fidelity)                                     | Bryan Spicer          | Thomas L. Moran                   | 2004. december 28. 2006. május 3.    | 6,91 millió  |
| Dr. House érdeklődését Cameron kelti fel egy beteggel kapcsolatban. Egy nő fekszik a kórházban, aki csaknem napi 18 órát alszik, és a férje szerint nagyon ingerlékennyé vált az utóbbi időben. Több orvos egybehangzó véleménye, hogy nem kimerültség vagy depresszió, illetve gyulladás okozza a tüneteket. Azt viszont nem lehet tudni, hogy mi okozza az állandó magas lázat. Az újabb aprólékos vérvizsgálat és az MR nem mutat semmilyen elváltozást, ám Elyce-nek hirtelen súlyos rohama lesz, majd a gyors agyi leépülés jelei mutatkoznak rajta. A csapat munkájába ezúttal Wilson is beszáll, s közösen keresik a megoldást a tünetekre. Minden eshetőséget számba vesznek, a ráktól kezdve, a nyúlpestisen át, az afrikai álomkórig. Az utóbbi bizonyul a legvalószínűbbnek, ám a Snow házaspár egyik tagja sem hagyta még el az országot. House rájön, hogy a nő félrelépett, és a betegséges szexuális úton kapta el. Végső diagnózis: afrikai álomkór |     |                                                      |                       |                                   |                                      |              |
| 8. | 8.  | Méreg (Poison)                                       | Guy Ferland           | Matt Witten                       | 2005. január 25. 2006. május 10.     | 12,37 millió |
| Egy középiskolás fiú vizsga közben hirtelen szédülni kezd, majd eszméletét veszti. A betegfelvételi lap szerint a pulzusa már a kórházba szállításakor nagyon alacsony volt és azóta is folyamatosan esik. Teljesen ki van ütve, ezért House valamilyen újfajta drogra gyanakszik, de a csapat többi tagja szerint a tünetek magyarázatára annyi más lehetőség merül fel, ám egyben azért megegyeznek: valamilyen szerves foszfát okozta halálos mérgezésről van szó. Mattet nem sokkal később egy súlyos roham után pedig már csak gépekkel lehet életben tartani. Majd úgy tűnik, hogy végre meg van a megoldás, ám ekkor újabb súlyos állapotban lévő beteg érkezik, ugyanazzal a tünetegyüttessel. A két fiú életében azonban csak egy közös pont van, hogy egy gimnáziumba járnak. Eközben Cameron rádöbbenti Foremant, hogy mindenben egyre jobban hasonlít House-ra, House-ba pedig beleszeret egy ambuláns betege, egy 80 év feletti különös idős hölgy. Végső diagnózis: foszformérgezés (Matt és Chi), szifilisz (Georgia) |     |                                                      |                       |                                   |                                      |              |
| 9. | 9.  | Újraélesztés (DNR)                                   | Frederick King Keller | David Foster                      | 2005. február 1. 2006. május 17.     | 12,75 millió |
| John Henry Giles (Harry Lennix) jazz-muzsikus egy élő legenda. Ezért is érinti – tőle ugyan nem megszokott módon – a zenekedvelő House-t a férfi megjelenése a kórházban. Giles egy stúdiófelvétel közben lett váratlanul rosszul. A helyzet pikantériája pedig az, hogy a zenész Los Angeles-i orvosa, Dr. Hamilton külön Foremant, aki egykor nála volt rezidens, kéri fel Giles feltételezett tüdőgyulladásának kezelésére. Ez tehát Dr. Foreman esete, így ő a főnök. House-t azonban valami nem hagyja nyugodni. Szerinte a dolog hátterében sokkal komolyabb és összetettebb betegséget kell keresni, és nem érti, hogy a paralízist, mely a muzsikust immár két éve tolókocsiba kényszeríti, vajon miért nem kezelik. Ezért House újabb vizsgálatokat szeretne elvégezni, ám ebbe Giles nem egyezik bele, sőt azt is megtiltja, hogy újraélesszék, ha sor kerülne rá. Dr. House mindennek ellenére visszahozza őt az élők sorába, és köszönetképpen egy bírósági idézést kap – súlyos testi sértés vádjával. Végül Cameron felfedez egy vérrögöt, annak eltávolításával, valamint egy egyszerű műtéttel a zenész a járóképességét is visszanyeri. Végső diagnózis: Arteriovenosus malformatio, vérrög |     |                                                      |                       |                                   |                                      |              |
| 10. | 10. | Kórtörténet (Histories)                              | Dan Attias            | Joel Thompson                     | 2005. február 8. 2006. május 24.     | 14,97 millió |
| Egy illegális buliban történt razzia után a rendőrök drogtúladagolás gyanújával szállítanak egy hajléktalan nőt a kórházba. A nő ugyan zavartan viselkedik, ám a toxikológiai vizsgálat mégis negatív. Wilson a nő különös csuklórángásából agytumorra gyanakszik, ezért Foremannel konzultál, aki azonban a beteg iránt érzett ellenszenvét nem rejti véka alá, és az okokat csakis az asszony cukorbetegségében látja. House szerint először is fel kell állítani a kórtörténetet, de nem egyértelmű a kiindulási pont. A nőről ugyanis semmit sem tudnak, még a nevét sem, tehát semmi sincs, amin elindulhatnak. House Foremant küldi az utcára, hogy nyomozzon a hajléktalan kiléte után, míg ő a kényelmesebb, de sokkal agyafúrtabb kutatási módszert választja: ragaszkodik az MR vizsgálathoz. Kiderül, hogy a nő TBC és veszettség halálos kombinációjában szenved, és mindenképpen meg fog halni. Mivel Foremant megharapta, így neki is kezelést kell kapnia. Nyomozása során rájön, hogy a nő két évvel azelőtt elvesztette a férjét és a fiát egy autóbalesetben, így került utcára. Hogy megadja neki a lelki békéjét, Foreman az utolsó perceiben eljátssza neki, hogy a férje. Végső diagnózis: tuberkulózis és veszettség                                                                               |     |                                                      |                       |                                   |                                      |              |
| 11. | 11. | Elvonási tünetek (Detox)                             | Nelson McCormick      | Lawrence Kaplow & Thomas L. Moran | 2005. február 15. 2006. május 31.    | 14,22 millió |
| Egy 16 éves srác kerül be a klinikára, miután súlyos autóbalesetet szenvedett a barátnőjével együtt. Keith Foster azonban nem ismeretlen az orvosok számára, ugyanis már három hete kezelik őt komoly belső vérzéssel, melynek azonban nem tudják az okát. Az orvosi team is csak találgat, s ha nem jönnek rá Keith súlyos állapotának okára, akkor a fiúnak meg vannak számlálva a napjai. Eközben Dr. Cuddy és Dr. Wilson összefognak, hogy bizonyítsák House veszélyes mértéket öltő gyógyszerfüggőségét. Sőt, Cuddy fogad House-szal egy hónap rendeléselhagyásban, hogy a doki egy hétig sem bírja ki Vicodin nélkül. Dr. House vidáman és nagy mellénnyel megy bele a dologba, de rövid idő elteltével már jelentkeznek nála a durva és ijesztő elvonási tünetek. House végül úgy fejti meg az esetet, hogy exhumálja és felboncolja a család nemrég elpusztult macskáját. A tetem tele volt naftalinnal, amit a termeszek szoktak védekezésképp kibocsátani - a hálószoba falában egy hatalmas termeszfészket fedeznek fel. Végső diagnózis: naftalinmérgezés |     |                                                      |                       |                                   |                                      |              |
| 12. | 12. | Sport-szer (Sports Medicine)                         | Keith Gordon          | John Mankiewicz & David Shore     | 2005. február 15. 2006. június 7.    | 15,53 millió |
| Többszörös és súlyos kartöréssel kerül be a kórházba Hank Wiggen, a híres dobójátékos. Az onkológiai vizsgálatok egyértelműen kizárják a rákos daganat lehetőségét, ám az orvosi csapat mégis értetlenül áll a huszonéves férfi előrehaladott csontritkulása, és az elégtelen veseműködése előtt. Wiggenről köztudott, hogy éppen csak megszabadult a kábítószer-függőségétől, ezért House veszélyes tesztnek veti alá, melyből kiderül, hogy a baseball-játékosnak egy új vesére van szüksége az életben maradáshoz. Végül amikor észreveszi, hogy a feleségének is elveszett a szaglása, rájön, hogy a páros füvet szívott, melyhez a kannabiszt mérgező kadmiumtartalmú földben nevelték. Eközben mindenki a péntek esti programját szervezi: Chase Foremannek falaz, aki egy gyógyszergyártó vállalat csinos képviselőjével randizik, Dr. Wilson az állítólagos onkológiai szemináriumra készül, Dr. House pedig a hőn áhított Big Foot autóversenyre szóló 1000 dolláros VIP jeggyel – a legjobb barátja távolmaradása miatt – Cameront hívja egy szokatlan randira. Végső diagnózis: kadmiummérgezés |     |                                                      |                       |                                   |                                      |              |
| 13. | 13. | Átok (Cursed)                                        | Daniel Sackheim       | Matt Witten & Peter Blake         | 2005. március 1. 2006. június 14.    | 15,53 millió |
| Négy kiskamasz srác egy elhagyatott házban szeánszot tartanak, amikor a szeánsz-tábla szerint az egyikük rövidesen meg fog halni. Alig telik el egy hét és Gabe-t súlyos állapotban szállítja kórházba az édesanyja. Az eset különlegessége miatt, és mert a kisfiú egykoron a légierőnél szolgáló édesapja az intézmény egyik fő támogatója, Dr. Cuddy rábeszéli House-t a kezelésére. A 12 éves páciens egyértelmű tüdőgyulladás jeleit mutatja, ám a röntgen és a CT nem utal a betegségre. Nem reagál a gyógyszerekre és kiütések borítják a karját. Az orvosi team számtalan betegség lehetőségét veti fel, ám a legvalószínűbbnek mégis az anthrax baktérium tűnik. Eközben megjelenik Chase édesapja egyenesen Ausztráliából, és Dr. House nem tudja nem észrevenni, hogy apa és fia mennyire elhidegültek egymástól. Ezért kitalálja, hogy a szintén orvos és roppant híres szaktekintély idősebb Chase-t is beveszi a csapatba – a fiatalabb Chase legnagyobb örömére. Kiderül, hogy az idősebb Chase azért érkezett, mert végstádiumú rákja van és hamarosan meg fog halni. Végső diagnózis: lépfene és lepra |     |                                                      |                       |                                   |                                      |              |
| 14. | 14. | Irányítás (Control)                                  | Randy Zisk            | Lawrence Kaplow                   | 2005. március 15. 2006. június 21.   | 17,33 millió |
| Egy nemzetközi cég fiatal és ambiciózus elnökasszonya egy fontos üzleti tárgyalás közben hirtelen rosszul lesz. Paralízis gyanújával és erős fájdalmakkal a lábában szállítják őt be a klinikára. Miután a tesztek mind jó eredményt mutatnak, az orvosi csapat tagjai úgy vélekednek, hogy Dr. Wilsonra van szükség, mert kizárásos alapon a nőnél rákbetegségről lehet szó. Ám hamarosan kiderül, hogy Chase figyelmetlensége miatt az egyik vizsgálatba súlyos hiba csúszott. Eközben a milliárdos Edward Vogler 100 millió dollárt adományoz a kórháznak, egy feltétellel – ő kerül az igazgatótanács élére, és radikális változtatások bevezetésére készül. Az első ezek közül, hogy House is – csakúgy, mint a többi orvos – viseljen köpenyt. Végső diagnózis: szívelégtelenség, bulímia és ipekakuána-szedés |     |                                                      |                       |                                   |                                      |              |
| 15. | 15. | Maffiózók (Mob Rules)                                | Tim Hunter            | David Foster & John Mankiewicz    | 2005. március 22. 2006. június 28.   | 17,34 millió |
| Egy Joey Arnello nevű szövetségi tanú, aki egy fontos maffiaper kulcsszereplője, egyik pillanatról a másikra kómába esik. Dr. House és az orvosi csapat értetlenül áll az eset előtt, hiszen semmilyen okát nem látják annak, hogy a férfi szervezete valamire ily módon reagáljon. Ám igazán csak akkor lepődnek meg, amikor Joey egyszercsak – mintha mi sem történt volna – magához tér. House-t nem hagyja nyugodni e különös tény és tovább akar tapogatózni az ügyben, a tanút azonban a tudta nélkül elengedik a klinikáról. Eközben az igazgatótanács új elnöke, Vogler House fejét akarja, szerinte ugyanis House túl sok pénzébe kerül a kórháznak. Végső diagnózis: OTC-hiány (Ornitin-transzkarbamiláz defectus) |     |                                                      |                       |                                   |                                      |              |
| 16. | 16. | Súlyos eset (Heavy)                                  | Fred Gerber           | Thomas L. Moran                   | 2005. március 29. 2006. július 5.    | 18,28 millió |
| A tízéves Jessica teljesen átlagos tinédzser lehetne, ha nem küzdene túlsúllyal és emiatt nem ő lenne az állandó nevetség tárgya az osztályban. A kislány elkeseredését még édesanyja szeretetteljes törődése sem tudja csillapítani, s egy nap bizonyítási vágytól vezérelve összeesik az iskolaudvaron: szívrohammal szállítják be a klinikára. Mivel Jessicának nincs semmilyen örökletes betegsége, a vizsgálatok nem mutatnak rendellenességet, a szívroham pedig túl korai és nem vezethető vissza a súlyára, House komoly anyagcserezavarra gondol. Az első kezelés alkalmával azonban a kislány dührohamot kap, majd súlyos bőrelváltozások jelennek meg a testén. Vogler újabb húzása, hogy Dr. House szabaduljon meg az egyik kollégájától, melyre Cuddy közbenjárására egy hetet kap. A csapat tagjaiból a kétségbeesés különféle reakciókat vált ki. Chase eközben titokban információkat szivárogtat Voglernek House eseteiről. Mikor House közli, hogy Chase-t fogja kirúgni, Vogler azt mondja, hogy őt nem lehet, és válasszon Foreman vagy Cameron közül. Végső diagnózis: Cushing-kór |     |                                                      |                       |                                   |                                      |              |
| 17. | 17. | Példakép (Role Model)                                | Peter O'Fallon        | Matt Witten                       | 2005. április 12. 2006. július 12.   | 15,04 millió |
| A kampányidőszak hajrájában Wright szenátort súlyos és kétségbeejtő állapotban szállítják be a klinikára. Az elvégzett tesztek alapján az orvosi team teljes bizonyossággal állapítja meg, hogy a szenátor AIDS beteg. Ám Dr. House-t nem hagyja nyugodni az eset, ő az egyetlen, aki úgy gondolja, hogy valami más lehet a dologban, talán egy sokkal egyszerűbb magyarázat. Közben egy olyan nőt is kezelnie kell, aki szemlátomást minden ok nélkül esett teherbe. Eközben Vogler szorításából – hogy kirúgja a csapat egyik tagját – House csak úgy szabadulhat egy időre, ha a közelgő kardiológiai konferencián, a Vogler tulajdonában lévő gyógyszergyártó cég által kifejlesztett újfajta gyógyszert méltatja. Miután kikövetkezteti, hogy Chase szolgáltat róla adatokat Voglernek, a konferencián botrányos beszédet tart. Cameron úgy dönt, hogy felmond. Végső diagnózis: Epstein-Barr vírus |     |                                                      |                       |                                   |                                      |              |
| 18. | 18. | Gyerekek és a fürdővíz (Babies & Bathwater)          | Bill Johnson          | Peter Blake                       | 2005. április 19. 2006. július 19.   | 17,48 millió |
| Naomi Randolph a terhessége 28. hetében lévő 39 éves nő, egy közúti ellenőrzés során hirtelen rosszul lesz és azonnal kórházba kell szállítani. A tesztek során kiderül, hogy a tüneteket szerencsére nem vérrög vagy agyvérzés okozta, de a vérvétel eredménye máj- és veseproblémákra utal. A módosult tudatállapot és a koordinálatlanság hallatán House azonnal újabb vizsgálatokat kér, s amikor Naominál súlyos nyelési problémák lépnek fel, felmerül a tumor lehetősége is. Rövidesen sajnos beigazolódik a feltevés – a kismama előrehaladott tüdőrákban szenved, s a gyermeke élete árán maradhat csak esélye a bizonytalan gyógyulásra. Eközben Cameron hiánya komoly feszültséget okoz az orvosi csapaton belül, de elsősorban Foreman és Chase között. Vogler követelni kezdi, hogy rúgják ki House-t, aminek Wilson ellenáll, ezért őt bocsátják el. A következő alkalommal Cuddy szót emel Vogler magatartásával szemben, és miután többen is kiállnak mellette, Vogler - és vele együtt a támogatása - távoznak. Egy alultáplált gyermek kerül be a kórházba tüdőgyulladással, akit elvesz a szüleitől a gyámügy, azt gyanítva, hogy az étrendjük miatt éhezik a gyerek. House bebizonyítja, hogy ez nem emiatt, hanem a DiGeorge-szindróma miatt van. Végső diagnózis: kissejtes tüdődaganat (carcinoma) |     |                                                      |                       |                                   |                                      |              |
| 19. | 19. | Gyerekek (Kids)                                      | Deran Sarafian        | Thomas L. Moran & Lawrence Kaplow | 2005. május 3. 2006. július 26.      | 17,14 millió |
| Súlyos járványhelyzet alakul ki a városban, miután egy úszóbajnokság közben az egyik bíró hirtelen összeesik. Mivel a csarnokban csaknem két és fél ezer ember tartózkodott, a kórházak teljesen megtelnek és a klinikát karantén alá vonják. A tünetek egyértelműen bakteriális meningitiszre, vagyis gennyes agyhártyagyulladásra utalnak. Dr. House-nak azonban feltűnik, hogy egy 12 éves műugró lány – aki ugyan az összes lehetséges tünetet produkálja – nem megfertőződött, hanem komoly betegségben szenved. A nyakfájás ugyanis más irányú, mint a meningitisznél, ráadásul a testén lévő kiütések már régebbiek, bakteriális fertőzés esetén pedig mindezekbe már belehalt volna. House speciális vizsgálatokat kér, miközben a lány szájürege vérezni kezd. Ezt követően felkeresi Cameront a lakásán és arra kéri, hogy menjen vissza dolgozni. Cameron beleegyezik, de cserébe egy randevút kér. Végső diagnózis: trombocitopéniás trombotikus purpura (Mary Berg), agyhártyagyulladás (bíró) |     |                                                      |                       |                                   |                                      |              |
| 20. | 20. | A szerelem fáj (Love Hurts)                          | Bryan Spicer          | Sara B. Cooper                    | 2005. május 10. 2006. augusztus 2.   | 18,8 millió  |
| Egy férfi stroke-ot kap a kórház várójában, miután House – az ügyetlensége miatt – jól leteremti őt. Dr. House gorombasága azonban csak közvetetten felelős a dologért, az okokat ugyanis mélyebben kell keresni. A szükséges vizsgálatok között az MRI is szerepel, de kiderül, hogy a kínai férfi, Harvey Park egy korábbi állműtéte miatt az nem elvégezhető. Megindul hát a találgatás az egyébként afáziás beteg állapota körül, miközben állandó mini-stroke-októl kell tartaniuk. Majd felbukkan Harvey kórházi ágya mellett egy roppant csinos nő, aki ugyan a barátnőjeként mutatkozik be, de hamarosan kiderül, hogy egy hivatásos domina. Cameron végre visszatér a csapatba, és az egész kórház az ő és House leendő randevújáról beszél, ráadásul ki-ki hasznos tanácsokkal is ellátja őket. House-nak közben egy idős pár problémáival is meg kell küzdenie, amely a rendszeres nemi életükből fakad. Végső diagnózis: csontvelőgyulladás |     |                                                      |                       |                                   |                                      |              |
| 21. | 21. | Három sztori (Three Stories)                         | Paris Barclay         | David Shore                       | 2005. május 17. 2006. augusztus 9.   | 17,68 millió |
| House-t egy nő keresi fel a klinikán: ő Stacy Warner, a férfi egykori nagy szerelme, aki ráadásul a doktor számára egy különösen fájdalmas dologban kéri a segítségét: segítsen a mostani partnerén, Markon. Amikor az egyik orvos, akinek előadást kellene tartania a medikusoknak, váratlanul megbetegszik, Cuddy House-t bízza meg a helyettesítésével. Ő az órát feltételekhez kötve vállalja el, a kórtörténetről szóló előadása, melyet három sztorin keresztül magyaráz el, és amin a diákok mellett az orvosi csapata is figyelemmel kísér, valójában áttételesen mind róla és a lábfájdalmairól szólnak. Végső diagnózis: Streptococcus, oszteoszarkóma, infarktus |     |                                                      |                       |                                   |                                      |              |
| 22. | 22. | Mézeshetek (The Honeymoon)                           | Frederick King Keller | Lawrence Kaplow & John Mankiewicz | 2005. május 24. 2006. augusztus 16.  | 19,52 millió |
| House hosszas töprengés után végül úgy dönt, hogy megvizsgálja Stacy férjét, Markot, és mivel az nem hajlandó sokadszorra is alávetni magát a teljes orvosi procedúrának, elkábítja őt a vacsoraasztalnál egy étteremben. A mindenre kiterjedő tesztek és a hasi feltáró műtét is azt mutatja, hogy a páciens teljesen egészséges. Ám House felfigyel egy szokatlan mozzanatra a műtétről készült videófelvételen: remegésre az izomrostokban, vagyis hasi epilepsziára. Foreman diagnózisa szerint Mark Warner agyi idegpályái teljes pusztulásnak indultak. House egy kockázatos kezeléssel bizonyítja be, hogy a férfinak porfíriája van, és kiderül az is, hogy ő és Stacy talán még mindig éreznek egymás iránt valamit. Cuddy úgy dönt, hogy felveszi Stacyt a kórház jogászának. Végső diagnózis: akut porfíria |     |                                                      |                       |                                   |                                      |              |